# أنخيل هيريرو (لاعب كرة قدم)
أنخيل هيريرو (بالإسبانية: Ángel Herrero Herrero)‏ هو لاعب كرة قدم إسباني، ولد في 19 سبتمبر 1949 في فلة إبراهيم في إسبانيا. لعب مع نادي قادش.